# Scaphimyia castanea
Scaphimyia castanea är en tvåvingeart som beskrevs av Louis-Paul Mesnil 1955. Scaphimyia castanea ingår i släktet Scaphimyia och familjen parasitflugor. Inga underarter finns listade i Catalogue of Life.